# Tiểu vùng Elabered
Tiểu vùng Elabered là một tiểu vùng nằm ở tây bắc khu vực Anseba (Zoba Anseba) của Eritrea. Thủ phủ của nó nằm ở Elabered.